# 萨塔拉
萨达拉（Satara，发音ⓘ），是印度马哈拉施特拉邦萨达拉县的一个城镇。总人口108043（2001年）。

## 人口
该地2001年总人口108043人，其中男性55935人，女性52108人；0—6岁人口10761人，其中男5780人，女4981人；识字率80.36%，其中男性为84.06%，女性为76.37%。